# 외메르 바이람
외메르 바이람(Ömer Bayram, 1991년 7월 27일 ~)은 터키의 축구 선수이다. 현재 에위프스포르에서 윙어로 활동하고 있다.